# جورج ريسمان
جورج ريسمان (بالإنجليزية: George Reisman)‏ هو اقتصادي أمريكي، ولد في 13 يناير 1937 في نيويورك في الولايات المتحدة.